# Andras Sárközy
Andras Sárközy (Budapest, 16 gennaio 1941) è un matematico ungherese, conosciuto per i contributi in teoria dei numeri analitica e combinatorica, sebbene i suoi primi lavori si occupassero di geometria e analisi matematica.
Detiene il maggior numero di articoli con Paul Erdős, con un totale di 62 pubblicazioni in cui sono stati coautori.